# Justin Mana'o
Justin Mana'o (Kirkland, 25 marzo 1993) è un ex calciatore samoano americano, di ruolo difensore.

## Carriera

### Nazionale
Tra il 2011 ed il 2015, anno del suo ritiro, ha giocato 7 partite in nazionale, segnandovi anche 2 reti.